# 沃特·范阿爾特
沃特·范阿尔特（荷蘭語：Wout van Aert，1994年9月15日—），比利時單車運動員，他代表比利時隊參加了日本舉行的2020年夏季奧林匹克運動會，並且在男子公路賽上獲得銀牌。
2019年起，被Jumbo Visma車隊網羅，迅速成為隊中大將，亦是環法賽的重要成員，更成功協助主將多次留著黃衫，贏得該年度的最高榮耀。